# Bahnstrecke Wismar–Rostock
| Haltepunkt Sandhagen (b Bad Doberan) |                                                        |                                            |                                            |
| Verlauf der Bahnstrecke Wismar–Rostock |                                                        |                                            |                                            |
| Streckennummer: | 6921                                                   |                                            |                                            |
| Kursbuchstrecke (DB): | 185                                                    |                                            |                                            |
| Kursbuchstrecke: | 105c (1934) 119c (1946) 119d (Wismar – Hornstorf 1946) |                                            |                                            |
| Streckenlänge: | 59,1 km                                                |                                            |                                            |
| Spurweite: | 1435 mm (Normalspur)                                   |                                            |                                            |
| |                                                        |                                            |                                            |
| \| \| \| Wismar Hafen \| \| \| \| \| Eigentümergrenze Seehafen Wismar / DB Netz \| \| \| \| 0,0 \| Wismar \| Wismar \| \| \| \| nach Ludwigslust \| \| \| \| 1,5 \| Anst Lehmberg \| Anst Lehmberg \| \| \| 4,9 \| Hornstorf \| Hornstorf \| \| \| 5,4 \| Hornstorf \| Hornstorf \| \| \| \| nach Karow \| \| \| \| 8,5 \| Kalsow \| Kalsow \| \| \| 8,7 \| Kartlow \| Kartlow \| \| \| 10,7 \| Steinhausen-Neuburg \| Steinhausen-Neuburg \| \| \| 13,0 \| Hagebök \| Hagebök \| \| \| \| B 105 \| \| \| \| 17,3 \| Teschow \| Teschow \| \| \| 20,0 \| Neubukow Obere Weiche \| Neubukow Obere Weiche \| \| \| \| ehem. Schmalspurbahn nach Bastorf \| \| \| \| 22,2 \| Neubukow (ehem. Bahnhof) \| Neubukow (ehem. Bahnhof) \| \| \| 27,0 \| Sandhagen (b Bad Doberan) \| Sandhagen (b Bad Doberan) \| \| \| 31,4 \| Kröpelin (ehem. Bahnhof) \| Kröpelin (ehem. Bahnhof) \| \| \| 36,5 \| Reddelich \| Reddelich \| \| \| \| von Kühlungsborn (Schmalspur 900 mm) \| \| \| \| 40,9 \| Bad Doberan Übergang zur Bäderbahn Molli \| Bad Doberan Übergang zur Bäderbahn Molli \| \| \| 42,5 \| Althof \| Althof \| \| \| 46,2 \| Parkentin (ehem. Bahnhof) \| Parkentin (ehem. Bahnhof) \| \| \| 50,8 \| Groß Schwaß \| Groß Schwaß \| \| \| \| B 103 \| \| \| \| 54,3 \| Rostock Thierfelder Straße \| Rostock Thierfelder Straße \| \| \| \| von Warnemünde \| \| \| \| 56,6 \| Rostock Hbf \| Rostock Hbf \| \| \| \| nach Bützow, Tribsees und Neustrelitz \| \| \| \| \| nach Stralsund \| \| \| \| \| von Bützow und Stralsund \| \| \| \| 59,1 \| Rostock Gbf (Friedrich-Franz-Bf) \| Rostock Gbf (Friedrich-Franz-Bf) \| \| \| \| Hafenbahn Rostock \| \| |                                                        |                                            |                                            |
| Betriebsstelle Streckenanfang |                                                        | Wismar Hafen                               | Wismar Hafen                               |
| Wechsel des Eisenbahninfrastrukturunternehmens |                                                        | Eigentümergrenze Seehafen Wismar / DB Netz | Eigentümergrenze Seehafen Wismar / DB Netz |
| Bahnhof | 0,0                                                    | Wismar                                     | Wismar                                     |
| Abzweig geradeaus und nach rechts |                                                        | nach Ludwigslust                           | nach Ludwigslust                           |
| ehemalige Blockstelle | 1,5                                                    | Anst Lehmberg                              | Anst Lehmberg                              |
| Haltepunkt / Haltestelle | 4,9                                                    | Hornstorf                                  | Hornstorf                                  |
| ehemaliger Bahnhof | 5,4                                                    | Hornstorf                                  | Hornstorf                                  |
| Abzweig geradeaus und ehemals nach rechts |                                                        | nach Karow                                 | nach Karow                                 |
| Haltepunkt / Haltestelle | 8,5                                                    | Kalsow                                     | Kalsow                                     |
| ehemaliger Bahnhof | 8,7                                                    | Kartlow                                    | Kartlow                                    |
| Haltepunkt / Haltestelle | 10,7                                                   | Steinhausen-Neuburg                        | Steinhausen-Neuburg                        |
| Bahnhof | 13,0                                                   | Hagebök                                    | Hagebök                                    |
| Bahnübergang |                                                        | B 105                                      | B 105                                      |
| Haltepunkt / Haltestelle | 17,3                                                   | Teschow                                    | Teschow                                    |
| ehemaliger Dienststation / Betriebs- oder Güterbahnhof | 20,0                                                   | Neubukow Obere Weiche                      | Neubukow Obere Weiche                      |
| Abzweig geradeaus und ehemals nach links |                                                        | ehem. Schmalspurbahn nach Bastorf          | ehem. Schmalspurbahn nach Bastorf          |
| Haltepunkt / Haltestelle | 22,2                                                   | Neubukow (ehem. Bahnhof)                   | Neubukow (ehem. Bahnhof)                   |
| Haltepunkt / Haltestelle | 27,0                                                   | Sandhagen (b Bad Doberan)                  | Sandhagen (b Bad Doberan)                  |
| Haltepunkt / Haltestelle | 31,4                                                   | Kröpelin (ehem. Bahnhof)                   | Kröpelin (ehem. Bahnhof)                   |
| Haltepunkt / Haltestelle | 36,5                                                   | Reddelich                                  | Reddelich                                  |
| Strecke von links · Strecke |                                                        | von Kühlungsborn (Schmalspur 900 mm)       | von Kühlungsborn (Schmalspur 900 mm)       |
| Kopfbahnhof Streckenende · Bahnhof | 40,9                                                   | Bad Doberan Übergang zur Bäderbahn Molli   | Bad Doberan Übergang zur Bäderbahn Molli   |
| Haltepunkt / Haltestelle | 42,5                                                   | Althof                                     | Althof                                     |
| Haltepunkt / Haltestelle | 46,2                                                   | Parkentin (ehem. Bahnhof)                  | Parkentin (ehem. Bahnhof)                  |
| Bahnhof | 50,8                                                   | Groß Schwaß                                | Groß Schwaß                                |
| Strecke mit Straßenbrücke |                                                        | B 103                                      | B 103                                      |
| Haltepunkt / Haltestelle | 54,3                                                   | Rostock Thierfelder Straße                 | Rostock Thierfelder Straße                 |
| Abzweig geradeaus und von links |                                                        | von Warnemünde                             | von Warnemünde                             |
| Bahnhof | 56,6                                                   | Rostock Hbf                                | Rostock Hbf                                |
| Abzweig geradeaus und nach rechts |                                                        | nach Bützow, Tribsees und Neustrelitz      | nach Bützow, Tribsees und Neustrelitz      |
| Abzweig ehemals geradeaus und nach rechts |                                                        | nach Stralsund                             | nach Stralsund                             |
| Abzweig geradeaus und von rechts (Strecke außer Betrieb) |                                                        | von Bützow und Stralsund                   | von Bützow und Stralsund                   |
| Bahnhof (Strecke außer Betrieb) | 59,1                                                   | Rostock Gbf (Friedrich-Franz-Bf)           | Rostock Gbf (Friedrich-Franz-Bf)           |
| Strecke (außer Betrieb) |                                                        | Hafenbahn Rostock                          | Hafenbahn Rostock                          |

Die Bahnstrecke Wismar–Rostock ist eine eingleisige, nicht elektrifizierte Eisenbahnstrecke im Norden Mecklenburg-Vorpommerns. Sie verbindet seit 1883 die beiden Hansestädte Wismar und Rostock und wird heute im Regionalverkehr bedient.

## Geschichte

### Wismar-Rostocker Eisenbahn

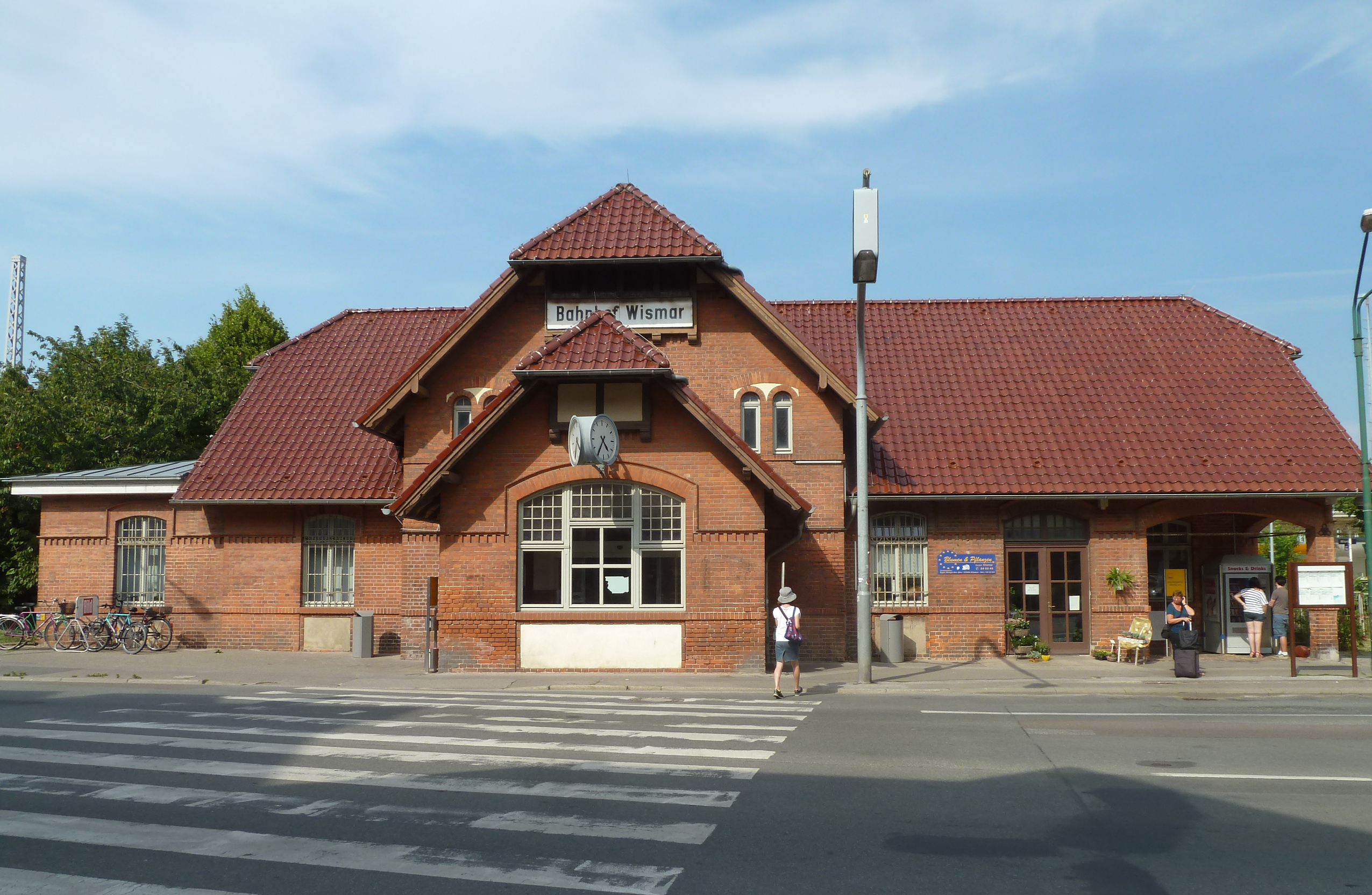
Bahnhof Wismar – Ausgangspunkt der Strecke

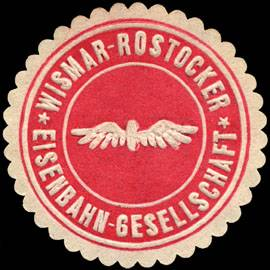
Siegelmarke der Wismar-Rostocker Eisenbahn-Gesellschaft

Bereits in den 1830er Jahren bemühte sich die Stadt Wismar um einen möglichst schnellen Anschluss an das entstehende deutsche Eisenbahnnetz, den es 1848 mit der Strecke nach Schwerin erhielt, Rostock folgte zwei Jahre später mit einer Zweigstrecke über Bützow nach Bad Kleinen. In den darauffolgenden Jahren entstanden zunächst die heute noch bedeutenden Hauptstrecken Mecklenburgs. Erst in den 1880er Jahren begann der Bau von Nebenbahnen, so auch zwischen Wismar und Rostock. Am 19. Juli 1883 wurde durch die Städte Rostock und Wismar sowie das Bahnbetriebsunternehmen Lenz & Co. die Wismar-Rostocker Eisenbahn-Gesellschaft gegründet. Das Aktienkapital betrug 2,07 Millionen Mark. Die Strecke führt annähernd parallel zur Ostseeküste. Am 27. Juli 1883 konnte der Abschnitt Rostock–Doberan, am 22. Dezember desselben Jahres der Abschnitt Doberan–Wismar dem Verkehr übergeben werden. Bei Betriebsbeginn verfügte die Gesellschaft über vier Lokomotiven, sieben Personenwagen und 25 Güterwagen. Der Betriebsgewinn betrug 1888 rund 41 % der Einnahmen. Die Gesellschaft wurde 1890 verstaatlicht und der Betrieb von der Friedrich-Franz-Eisenbahn übernommen.
Siehe auch: Lokomotiven der Wismar-Rostocker Eisenbahn

### Betrieb in Staatseigentum
1886 hatte die Eisenbahn- und Dampfschiffs-Actien-Gesellschaft Deutsch-Nordischer Lloyd die auch „Lloydbahn“ Bahnstrecke Neustrelitz–Warnemünde eröffnet. Während die übrigen Rostocker Bahnstrecken den im Osten der Stadt gelegenen Friedrich-Franz-Bahnhof nutzten, erhielt die Lloydbahn einen eigenen Rostocker Bahnhof südwestlich der Innenstadt am Schnittpunkt mit der Bahnstrecke aus Wismar. Nachdem auch die Lloydbahn wie die Wismar-Rostocker-Eisenbahn verstaatlicht worden war, wurde zwischen 1896 und 1905 der gesamte Rostocker Personenverkehr schrittweise zum Lloydbahnhof (heute Rostock Hauptbahnhof) verlagert. Das letzte Teilstück der Strecke vom Hauptbahnhof zum Güterbahnhof, dem früheren Friedrich-Franz-Bahnhof, diente weiterhin bis in die 1990er Jahre dem Güterverkehr.
Nach der Gründung der Deutschen Reichsbahn 1920 übernahm diese den Betrieb auf der Strecke. Die Züge entlang der Strecke dienten und dienen bis heute vorrangig dem lokalen Verkehr. In den 1930er Jahren verkehrten etwa sechs bis neun Züge pro Tag (Kursbuchstrecke 118c). Nach 1945 änderte sich an diesem Zustand zunächst nur wenig. In den 1970er und 1980er Jahren wurde das Angebot etwas ausgeweitet. Neben etwa neun durchgehenden Personenzugpaaren und einigen Verstärkern zwischen Kröpelin bzw. Doberan und Rostock verkehrten auf der damaligen Kursbuchstrecke 780 zwei Eilzugpaare, die aber etwa 85 Minuten für die knapp 57 Kilometer benötigten. Hinzu kam in der Sommersaison mehrere Jahre lang ein Schnellzugpaar Bad Doberan – Wismar – Erfurt und zeitweise ein weiterer Ferienschnellzug von Wismar über Rostock nach Thüringen. Darüber hinaus wurden zeitweise einzelne Schnellzüge aus Richtung Berlin–Dresden oder Magdeburg–Leipzig über Rostock nach Bad Doberan durchgebunden.

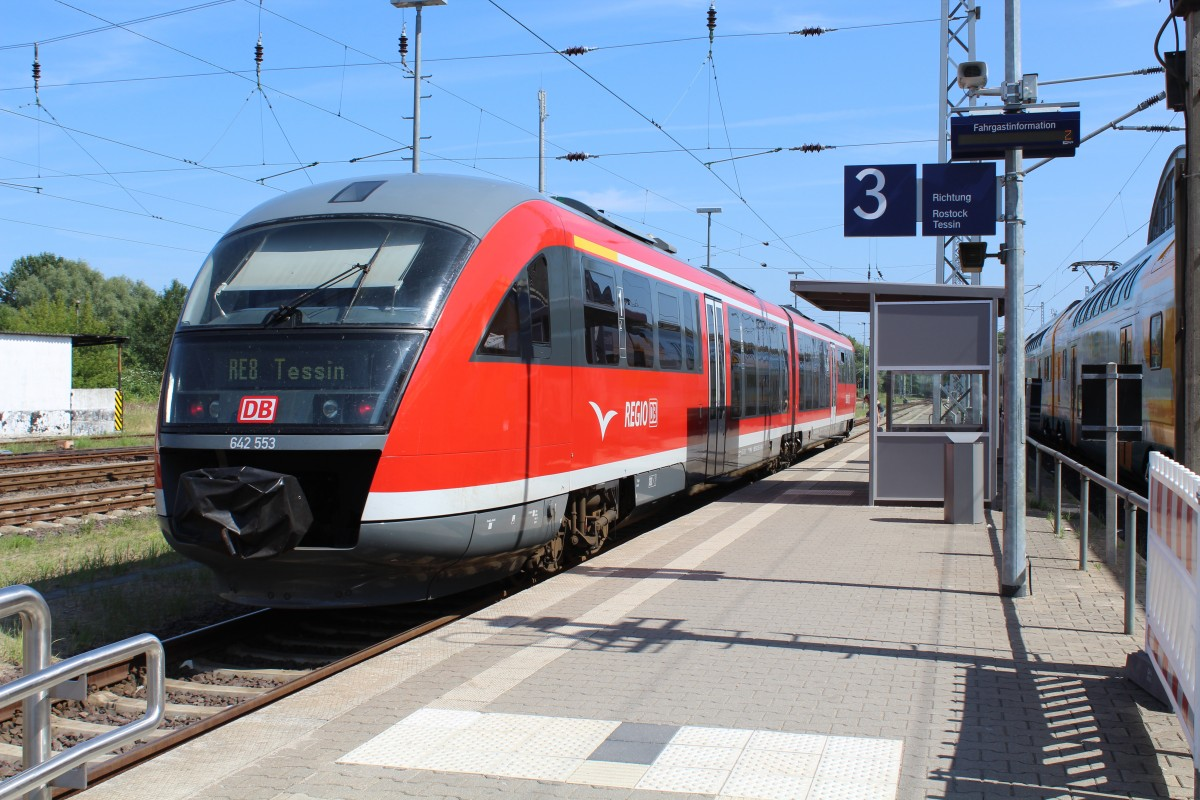
Regionalzug nach Tessin im Bahnhof Wismar

Anfang der 1990er Jahre war noch eine Elektrifizierung der Strecke zwischen Rostock und Bad Doberan geplant. Aufgrund der Wende und der sinkenden Bedeutung des Saisonverkehrs nach Bad Doberan wurde dieses Projekt aber nicht realisiert. Ende der 1990er Jahre erfolgte der Ausbau der Strecke zu einer Muster-Nebenbahn mit einer zulässigen Höchstgeschwindigkeit von 80 km/h. Ein neuer Haltepunkt Rostock Thierfelder Straße wurde errichtet. Die Infrastruktur wurde beim Ausbau derart reduziert, dass bei Güterverkehr die Personenzüge ausfallen und durch Busse ersetzt werden müssen. Die elektronische Stellwerkstechnik wird von Neuruppin aus bedient. Seit Fertigstellung der Strecke im November 2000 verkehrt die Linie RB 11 mit Fahrzeugen des Typs Desiro zwischen Wismar, Rostock und Tessin im Stundentakt. Zusätzlich fährt in der Hauptverkehrszeit zwischen Rostock und Bad Doberan stündlich die RB 12, welche bis Graal-Müritz durchgebunden wird.
Das Land Mecklenburg-Vorpommern schrieb im Jahre 2009 den Personenverkehr auf der Strecke für die Zeit ab 9. Dezember 2012 als Teil des Netzes Warnow aus (zusammen mit der S-Bahn Rostock). DB Regio gewann diese Ausschreibung. Am 13. Dezember 2015 wurde aus der Linie RE 8 Wismar–Rostock–Tessin die Linie RB 11 Wismar–Rostock–Tessin.
Im Zuge der Neuausschreibung der Strecke im Netz Warnow II (erneut zusammen mit der S-Bahn Rostock) wird die Gewinnerin DB Regio neue Fahrzeuge vom Typ Flirt Akku aus dem Hause Stadler ab dem Fahrplanwechsel im Dezember 2026 einsetzen.

## Trivia
Der Haltepunkt Rostock Thierfelder Straße wird von der Bahn in allen Unterlagen in dieser Form geschrieben, obwohl die entsprechende Straße nach einer Person (Theodor Thierfelder) benannt wurde und also Thierfelderstraße heißt.